# エマ・セイヤー

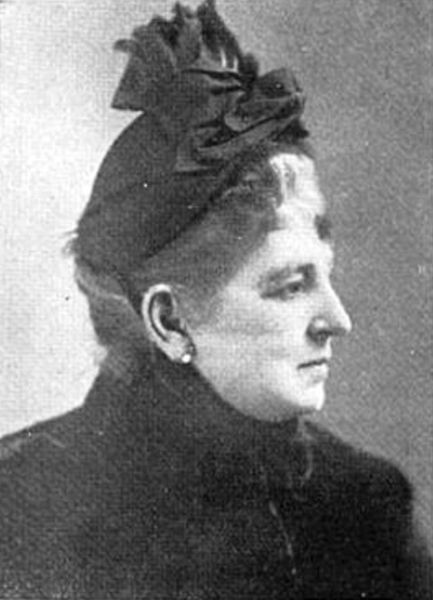
エマ・セイヤー

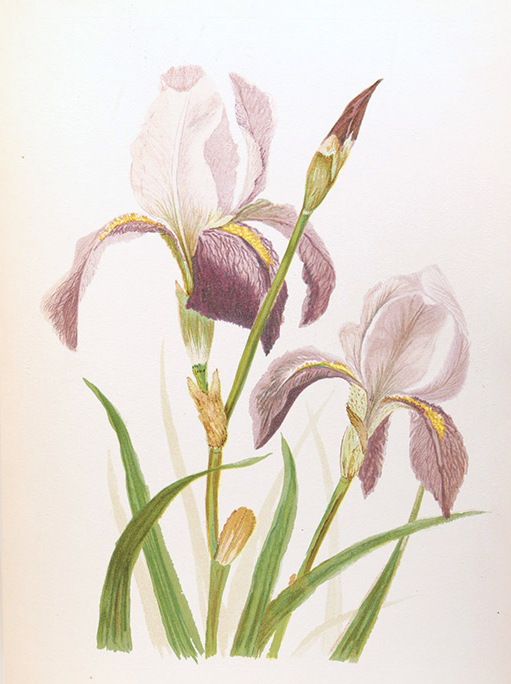
「太平洋岸の野生の花」のユリの絵

エマ・セイヤー（Emma Homan Thayer、1842年2月13日 – 1908年）は、アメリカ合衆国の植物画家、小説家である。野生の花の絵を添えた著書を執筆した。

## 略歴
ニューヨークで生まれた 。父親は実業家でブロードウェイで最初に乗合バスを運行した人物で、幼少時代のエマを画家のジョン・ブラッドリが描いた絵画がメトロポリタン美術館に残されている。15歳の頃、家族とネブラスカ州のオマハに移った。1860年に国防省の役人、ジョージ・A・グレイブスと結婚し、2人の子供をもうけた。結婚の4年後に夫を無くした後、高等教育をうける決意をしてRutgers Female Collegeで学んだ後、ナショナル・アカデミー・オブ・デザインで絵画を学んだ 。人物画に優れ、2度、賞を受けた。1877年にホテルのマネージャーのエルマー・A・セイヤーと再婚しシカゴに移り、画家を続けた。1882年にコロラド州に移った後、人物画から野生の植物を描くようになった。1885年に最初の著者、「コロラドの野生の花」（"Wild Flowers of Colorado"）を出版した。24のセイヤーの水彩画のクロモリトグラフ（多色石版画）と、コロラドの旅行記で構成されていた。2年後に出版された「太平洋岸の野生の花」("Wild Flowers of the Pacific Coast")も同様に旅行記の体裁を取っている。「コロラドの野生の花」の出版した年に、コロラドの画家、アリス・スチュワート・ヒル（Alice Stewart Hill）のスケッチを元に描いたのではないかというクレームを受けている。
An English-American (1889)、 Petronilla, the Sister (1898)、A Legend of Glenwood Springs (1900)、Dorothy Scudder's Science (1901)といった小説も執筆し、これらの小説はよく売れ、別人がE.H. Thayer、名義で小説を出版することもあった。